# چیتا (شهر)
شهر چیتا (به روسی: Чита)، یکی از شهرهای روسیه است. چیتا مرکز سرزمین زابایکالسکی است. راه آهن سراسری سیبری از شهر چیتا می‌گذرد.
پیشینه بنیاد این شهر به سال ۱۶۵۳ میلادی برمی‌گردد.